# Time Again
I Time Again sono un gruppo hardcore punk formatosi nell'estate del 2004 nei sobborghi di Los Angeles, ispirato da gruppi come Rancid, Operation Ivy, Pennywise e The Clash. Subito ingaggiato dalla Hellcat, la loro fama negli States è cresciuta in breve tempo grazie anche alla grandissima opportunità che hanno avuto suonando alla scorsa edizione del Warped Tour.

## Discografia
- 2005 -  Time Again (EP), Rancid Records
- 2006 - The Stories Are True  Hellcat Records
- 2008 - Darker Days Hellcat  Records

### Apparizioni in compilation
- 2006 - Warped Tour 2006 Tour Compilation

## Formazione

### Attuale
- Daniel Dart - voce
- Elijah Reyes - chitarra
- Oren Soffer - basso
- Jake Belush - batteria

### Ex-componenti
- Brian Burnham - basso (2004 – 2005)
- Ryan Purucker - batteria (2004 – 2008)